# NITF (Bilddateiformat)
NITF (engl. National Imagery Transmission Format) ist ein Dateiformat zur Speicherung von Bilddaten und Zusatzinformationen.
Das NITF-Format wird vom US-Verteidigungsministerium benutzt (spezifiziert im United States Military Standard MIL-STD-2500), um digitale Bilddaten zu speichern und auszutauschen. Zusätzlich kann das Format im Header weitere Metadaten enthalten.
Aktuell ist die Version 2.1, die im Militär-Standard MIL-STD-2500-C dokumentiert ist.